# Белки клеточной стенки
Клеточная стенка может в себе содержать структурные белки (гликопротеины). Они составляют примерно 10% от сухой массы. К основным белкам клеточной стенки относятся белки обогащённые гидроксипролином (HRGPs); белки обогащенные пролином (PRPs) и белки обогащенные глицином (GRPs). 
На данный момент наиболее хорошо изучены белки - Экстенсины, относящиеся к HRGPs В основном они играют структурную функцию во время развития как например бокового корня, помогая ему пробиться через эпидерму и кору главного.
Все три типа структурных белков - HRGPs, PRPs и GRPs были найдены в проводящей системе стеблей. HRGPs  в основном ассоциирован с флоэмой, камбием и склеренхимой, а PRPs и GRPs с ксилемой.
PRPs связаны с лигнификацией клеточных стенок и кроме того играют роль в образовании клубеньков у бобовых.

Кроме выше описанных белков в клеточных стенках есть очень интересный белок AGPs (Арабиногалактиновые белки). Их функции до конца не известны, но они играют роль в растяжении эпидермы у арабидопсиса.
1. 1 2 3 4  РЕЙ Ф. ЭВЕРТ. АНАТОМИЯ РАСТЕНИЙ ЭЗАУ / под.ред. А.В.Степановой. — 2016. — С. 85-86.